# Orkan Özdemir

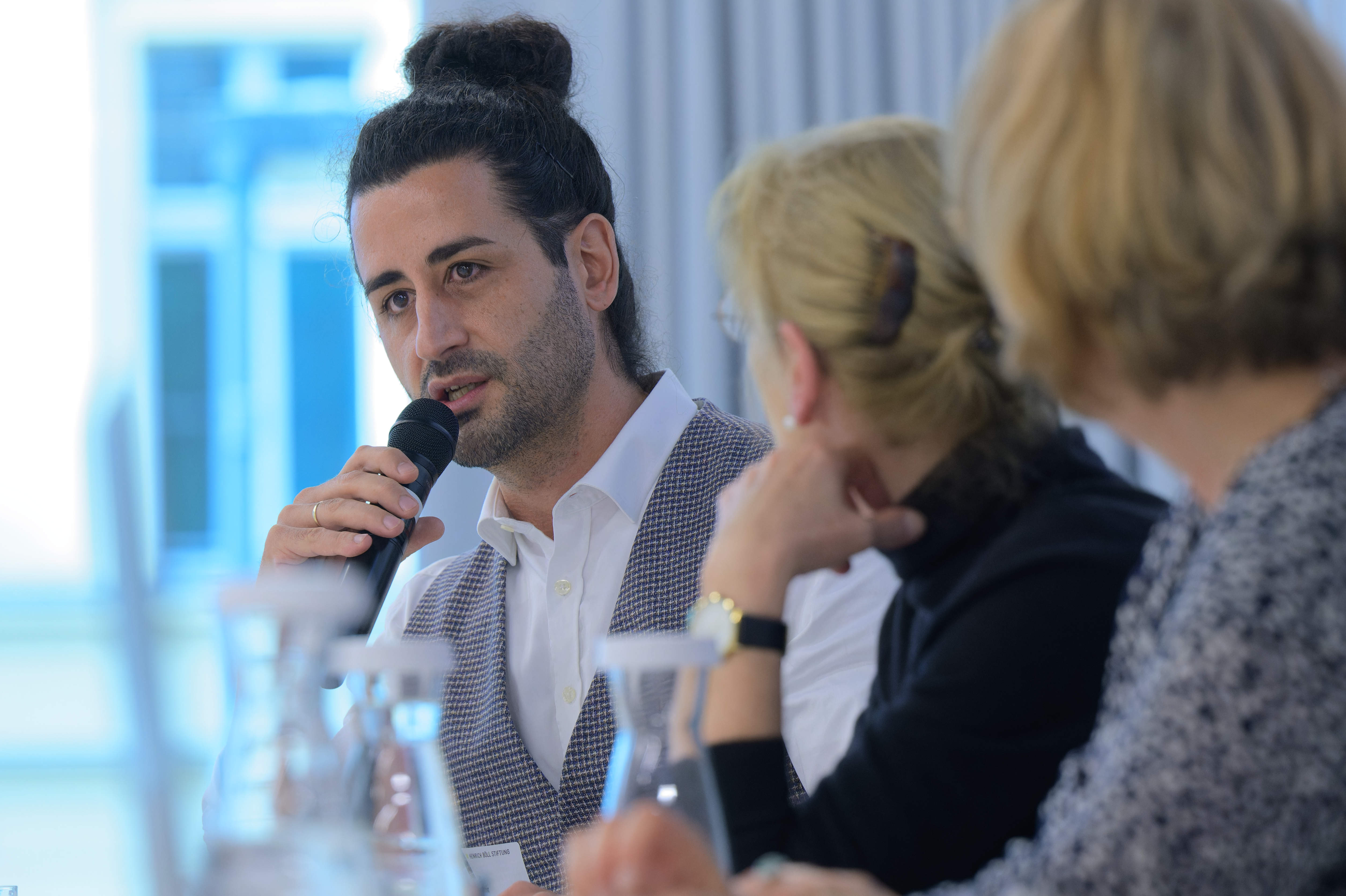
Orkan Özdemir, 2023

Orkan Özdemir (* 1982 in West-Berlin) ist ein deutscher Politiker (SPD) und Mitglied im Berliner Abgeordnetenhaus. 

## Leben
Özdemir wurde als Sohn türkischer Gastarbeiter in Berlin-Schöneberg geboren. Er studierte Politikwissenschaften an der Freien Universität Berlin. Er leitete von 2012 bis 2017 die Politikberatung beim Verein BQN Berlin, einem Bildungsträger für benachteiligte Jugendliche. Anschließend wechselte er als Grundsatzreferent in die Berliner Senatsverwaltung für Inneres und Sport. Özdemir ist verheiratet und hat eine Tochter.

## Partei und Politik
Özdemir war acht Jahre lang Vorsitzender der SPD-Kreisarbeitsgemeinschaft Migration und Vielfalt. Fast 10 Jahre gehörte er der Bezirksverordnetenversammlung im Bezirk Tempelhof-Schöneberg an. Bei der Abgeordnetenhauswahl 2021 erhielt er ein Direktmandat im Wahlkreis Tempelhof-Schöneberg 3. Bei der Wiederholungswahl 2023 konnte er seinen Sitz im Abgeordnetenhaus verteidigen.